# Rune Nilsson (handbollsspelare)
Rune "Gummi" Nilsson, född 4 maj 1928, död 27 oktober 2020, var en svensk handbollsmålvakt och fotbollsmålvakt från Göteborg, som i huvudsak spelade för Majornas IK.

## Karriär
Smeknamnet "Gummi" fick Rune Nilsson redan i skolan på grund av sin gymnastiska förmåga. 1946 flyttade han till Göteborg från Jönköping och ville börja spela handboll i en klubb i Göteborg. Han började i Redbergslids IK men fick sitta på läktaren vilket ledde till att han valde Majornas IK istället. Där fick han börja spela redan i december 1946. Allsvensk premiär den 12 oktober 1947. Spelade sedan 213 matcher för Majorna i högsta serien till säsongen 1961-1962 som blev hans sista i allsvenskan. Han spelade i Majorna förutom 1960-1961 då han representerade IFK Borås under ett år. 2004 invaldes Rune Nilsson i Göteborgs "Hall of Fame". 

## Landslagskarriär
Rune Nilsson spelade 32 landskamper för Sverige åren 1949-1960, de flesta utomhus. Landslagsdebut 1949 utomhus i Kristianstad mot Österrike. Sverige vann matchen med 13-4. Sista landskampen utomhus mot Polen i Katowice den 22 maj 1960 som Sverige vann med 13-8. Det har blivit tre utomhus-VM i handboll; 1952, 1955 och 1959. Resultatet blev ett silver, ett brons 1959 och en fjärdeplacering. Enligt handbollsförbundets nya statistik spelade han två landskamper inomhus 1956 och 1959. Rune Nilsson var också fotbollsmålvakt i Gais reservlag och BK Häcken. Att vara fotbollsmålvakt var säkert en fördel utomhushandbollen, som spelades på fotbollsplan med fotbollsmål.

### Fotnoter
1. ↑  Lyberg, Wolf red (1953). Boken om Handboll. sid. Personalia 147. Läst 15 januari 2019
2. ↑  https://www.gp.se/sport/handboll/handbollslegendaren-rune-gummi-nilsson-är-död-1.36200014
3. ↑  ”Grattis Rune "Gummi" Nilsson fyller 90 år”. https://handbollskanalen.se/varlden/grattis-rune-gummi-nilsson-fyller-90-ar/. Läst 14 januari 2019.
4. ↑  ”Handbollsakademin / Rune Gummi Nilsson”. http://handbollsakademin.se/rune-gummi-nilsson/. Läst 14 januari 2019.
5. ↑  ”Allsvenskt spelarregister”. handbollboken 1947. 1947. sid. 96
6. ↑  ”Några handbollssiffror”. Majornas idrottsklubb 50 år 1916-1966. 1966. sid. 98. Läst 14 januari 2019
7. ↑  ”Idrotten eldsjälar 1: Rune Nilsson”. GP. 26 februari 2011. Läst 14 januari 2019.
8. ↑  ”De som klätts i blågult”. Handbollboken. 1960. sid. 19. Läst 14 januari 2019
9. ↑  Lyberg (1953). ”Sveriges utelandskamper”. Boken omhandboll. sid. 159-161. Läst 14 januari 2019
10. ↑  Adolfsson, Allan (1959). ”Rumänsk innemelodi svenskt framtidshopp”. Handbollboken 1959. sid. 12-13. Läst 14 januari 2019
11. ↑  https://www.handbollslandslaget.se/herr/landskamper/